# Love Destiny
Love Destiny (em tailandês:  บุพเพสันนิวาส; RTGS: Bupphesanniwat) é uma série de televisão tailandesa exibida pelo Channel 3 de 21 de fevereiro a 11 de abril de 2018, estrelada por Ranee Campen, Thanawat Wattanaputi, Louis Scott, Susira Nanna e Parama Imanothai.

## Reparto

### Elenco principal
- Ranee Campen como Ketsurang / Karaket
- Thanawat Wattanaputi como Det, filho de Chaophraya Horathibodi e Champa
- Louis Scott como Constantine Phaulkon
- Susira Nanna como Maria Guyomar de Pinha, esposa de Phaulkon
- Parama Imanothai como Rueang / Rueangrit
- Kannarun Wongkajornklai como Lady Chanwat, filha de Lek e Nim

### Elenco de apoio
- Praptpadol Suwanbang como rei Narai
- Sarut Vijittranon como Phra Phet Racha, governante de Narai
- Jirayu Tantrakul como Luang Sorasak, filho de Phra Phet Racha
- Nirut Sirijanya como Chaophraya Horathibodi, o principal astrólogo de Narai
- Chamaiporn Jaturaput como Lady Champa, esposa de Chaophraya Horathibodi
- Surasak Chaiat como Lek, Ministro das Relações Exteriores de Narai
- Chartchai Ngamsan como Pan, irmão mais novo de Lek
- Rachanee Siralert como Lady Nim, esposa de Lek
- Ampha Phoosit como Prik, assistente de Champa
- Vimon Panchalijunha como Chuan, assistente de Champa
- Janya Thanasawaangkoun como Phin, assistente de Karaket
- Ramida Prapatsanobon como Yaem, assistente de Karaket
- Witsarut Himmarat como Choi, assistente de Det

### Outros
- Paweena Chariffsakul como a mãe de Ketsurang
- Banjerdsri Yamabhaya como avó de Ketsurang
- Tachaya Prathumwan como Phra Pi, filho adotivo de Narai
- Natanop Chuenhirun como Si Prat, irmão mais velho de Det
- Thongkao Pattarachokechai como pai de Maria
- Suzana Renaud como Clara, assistente de Maria
- Wariya Thaisaet como Claudia, assistente de Maria
- Watcharachai Sunthornsiri como Achan Chi Pa Khao (mestre do manto branco)
- Wiksawaweet Wongwannlop como Luang Si Yot, ministro de Narai
- Peter Tuinstra como Simon de la Loubère

## Recepção

### Classificação
| Data de transmissão | Episódio | Banguecoque | Em todo o país | Urbano | Rural |
| ------------------- | -------- | ----------- | -------------- | ------ | ----- |
| 21-02-2018          | 1        | 5.80        | 3.40           | 4.60   | 2.40  |
| 22-02-2018          | 2        | 7.50        | 4.80           | 5.70   | 3.80  |
| 28-02-2018          | 3        | 11.60       | 7.30           | 9.30   | 5.60  |
| 01-03-2018          | 4        | 13.00       | 8.20           | 10.00  | 6.40  |
| 07-03-2018          | 5        | 16.00       | 11.40          | 13.00  | 9.70  |
| 08-03-2018          | 6        | 19.80       | 12.60          | 14.30  | 10.40 |
| 14-03-2018          | 7        | 20.50       | 14.80          | 17.80  | 12.30 |
| 15-03-2018          | 8        | 22.80       | 15.50          | 18.50  | 12.70 |
| 21-03-2018          | 9        | 23.40       | 16.00          | 19.60  | 13.00 |
| 22-03-2018          | 10       | 21.40       | 16.00          | 20.20  | 13.20 |
| 28-03-2018          | 11       | 22.60       | 17.40          | 20.60  | 15.10 |
| 29-03-2018          | 12       | 23.90       | 17.40          | 19.80  | 15.00 |
| 04-04-2018          | 13       | 21.80       | 17.40          | 21.80  | 14.80 |
| 05-04-2018          | 14       | 23.90       | 17.90          | 20.90  | 15.40 |
| 11-04-2018          | 15       | 23.40       | 18.60          | 22.80  | 16.10 |
| Média               | Média    | 18.50       | 13.30          | 15.90  | 11.10 |

#### Especiais
| Data de transmissão | Episódio            | Banguecoque | Em todo o país | Urbano | Rural |
| ------------------- | ------------------- | ----------- | -------------- | ------ | ----- |
| 12-04-2018          | Episódio especial 1 | 12.60       | 10.10          | 12.40  | 8.60  |
| 18-04-2018          | Episódio especial 2 | 12.30       | 8.60           | 11.50  | 6.70  |
| 19-04-2018          | Episódio especial 3 | 12.50       | 8.00           | 10.60  | 6.30  |
| Média               | Média               | 12.50       | 9.10           | 11.50  | 7.20  |